# Андрагогика

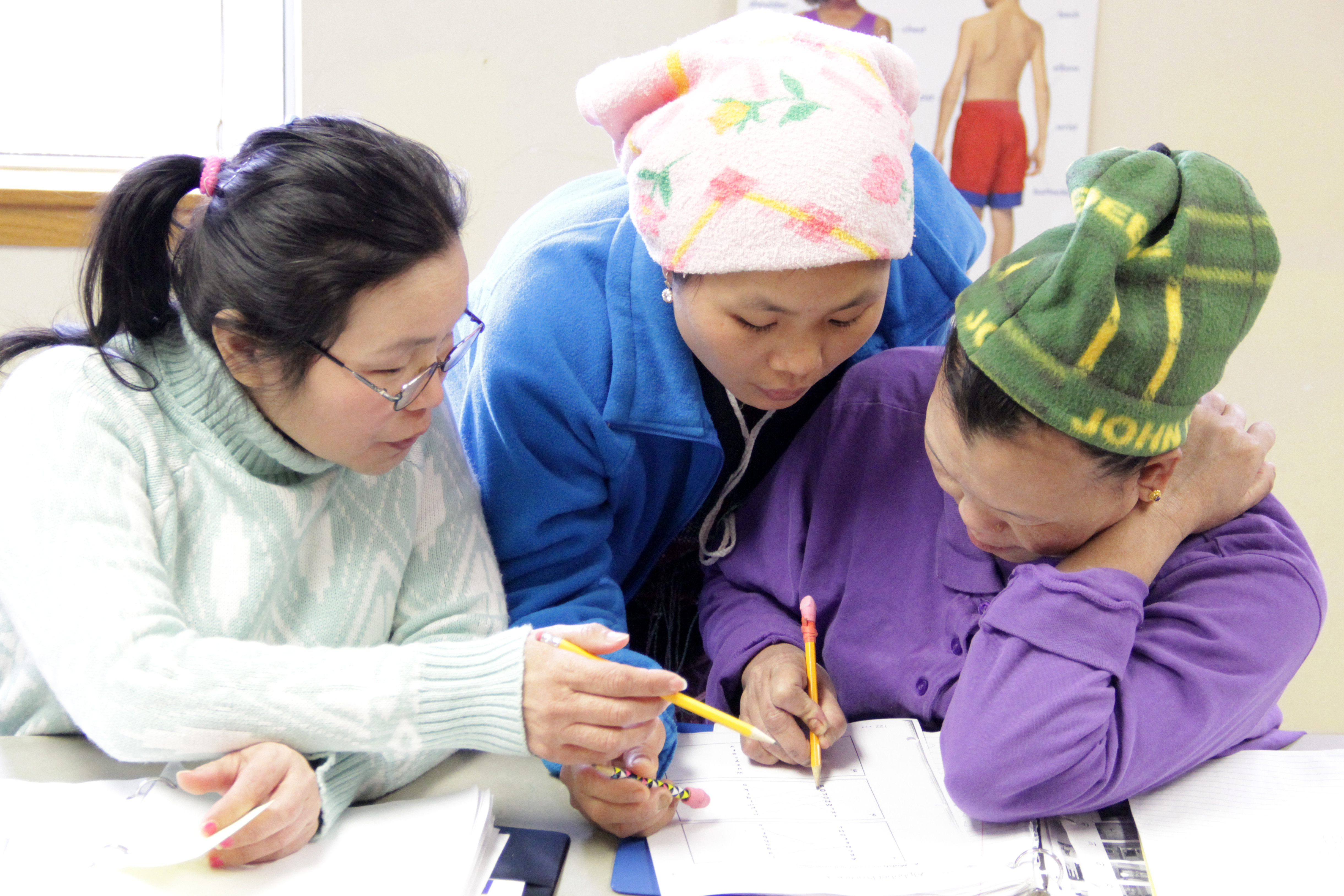
Обучение вьетнамских иммигрантов в США английскому языку

Андрагогика (гр. ἀνήρ anér  — взрослый человек, мужчина; ἄγειν ágein — вести) — раздел теории обучения, раскрывающий специфические закономерности освоения знаний и умений взрослым субъектом учебной деятельности, а также особенности руководства этой деятельностью со стороны профессионального педагога. Понятие «андрагогика» было введено в научный обиход в 1833 году немецким историком педагогики Александром Каппом.
В последние десятилетия внимание к андрагогике постоянно повышается в связи с повышением в обществе как потребности, так и возможности многократного (постоянного) повышения квалификации, переобучения или даже смены профессии для трудящихся граждан, а также возможностей и потребностей обучения и переобучения взрослых в связи с возросшими культурными запросами, осознанием потребности в посильном обучении и познании нового как составляющей здорового образа жизни и т. д., в связи с чем открываются курсы и даже факультеты по обучению не только взрослых работающих граждан, но и пенсионеров.

## Этимология определения
В Российском педагогическом энциклопедическом словаре издания 2003 года (гл. ред Б. М. Бим-Бад) дано следующее определение андрагогики: «Одно из названий отрасли педагогической науки, охватывающей теоретические и практические проблемы образования, обучения и воспитания взрослых». … Наряду с термином А. в специальной литературе используются термины «педагогика взрослых», «теория образования взрослых» и др.
Термин сразу вызвал бурную дискуссию в среде учёных. Известно, что «против самой идеи изучения и развития образования взрослых в качестве специфического предмета возражал такой известный философ и педагог, как Гербарт»..
В первой половине XIX века образование взрослых не приобрело широких масштабов, и термин не получил распространения.
В 1920-е годы образование взрослых становится областью теоретизирования, например, в Германии. Термин «андрагогика» получает второе рождение, теперь описывая совокупность размышлений о том, почему, для чего и как преподавать взрослым.
Сегодня в Европе существует в основном три толкования термина.
Во-первых, во многих странах растёт восприятие андрагогики как научного подхода к процессу учения взрослых. В этом значении андрагогика — это наука понимания (теория) и поддержки (практика) образования взрослых на протяжении всей жизни.
Во-вторых, главным образом в США, андрагогикой в традиции Малколма Ноулза называют специфический теоретический и практический подход, основанный на гуманистической концепции автономных обучающихся и преподавателей-фасилитаторов процесса учения.
В-третьих, наблюдается разброс в интерпретации андрагогики от «практики образования взрослых», «желаемых ценностей», «специфических методов преподавания» до «академической дисциплины» и «противоположности детской педагогике».
В России понятие «андрагогика» появилось в результате заимствования из концепции андрагогики М. Ш. Ноулза.
Изучение литературы вопроса (с.11)
показывает, что многие российские учёные рассматривают её как самостоятельную науку и научную дисциплину, в разных работах авторы определяют андрагогику как область научного знания и как отрасль педагогической науки, как сферу социального знания и гуманитарную сферу знания. В одном и том же исследовании андрагогика может рассматриваться с разных сторон: как направление в системе наук об образовании, учебная дисциплина, наука об образовании взрослых. Так, например, Б. М. Бим-Бад и С. Н. Гавров определяют эту совокупность, дополняя её экскурсами из истории западной педагогической мысли, как «Ребёнок отец старика». Подобный разброс мнений свидетельствует о необходимости дальнейшего изучения андрагогики в России.

## Особенности обучения взрослых
При обучении должны быть учтены следующие особенности взрослых:
- осознанное отношение к обучению;
- стремление к самостоятельности;
- стремление к осмысленности обучения: знания нужны для решения конкретной проблемы и достижения конкретной цели;
- практическая направленность: стремление к применению полученных знаний и навыков;
- наличие жизненного опыта;
- влияние на обучение социальных, бытовых и временных факторов[8].